# Niels Bloch
Niels Hofman Sevel Bloch, född 1761 och död 1829, var en dansk författare.
Bloch var privatdocent vid Köpenhamns universitet, och titulärprofessor samt rektor i Trondheim.
Blochs mest betydande arbete är samlingen Navnkundige Grækers korte Biographier (1800). Han skrev dessutom humoristiska småsaker under signaturen Peter Sørensen.